# Dolmen del Pardal
Le dolmen del Pardal est un dolmen situé à La Vajol, dans le nord-est de la Catalogne, en Espagne.

## Situation
Le dolmen est situé au sud du village de La Vajol.

## Description
Le dolmen del Pardal a été reconstruit.